# Autoroute A66 (Francia)
La A66 o Autoroute L'Ariégeoise es el tramo francés de  una autopista que pretende unir las ciudades de Toulouse y Barcelona atravesando los pirineos. También sería la conexión principal con el Principado de Andorra desde Francia por una vía de alta capacidad. Se corresponde con la carretera europea E09.

## Historia
El único tramo existente en la actualidad es de 38 km entre la A61 en Villefranche-de-Lauragais y la N20 en Pamiers inaugurado en 2002.

## Explotación
La autopista A66 es de peaje. La empresa explotadora es Autoroutes du Sud de la France (ASF).

## Futuro
La N20 será desdoblada desde Pamiers a Foix y posteriormente hasta Tarascon-sur-Ariège y renombrada como A66. Se prolongará hasta Puigcerdá ya en España. Se espera que la longitud total de la autopista sea de unos 140 km aproximadamente. En 2008, el proyecto de una autopista Toulouse-Barcelona en 2020 fue planteada por Albert Pintat, jefe del gobierno andorrano y Augustin Bonrepaux, el presidente del consejo departamental de Ariege. La continuación de la autopista en España será la C-16.

## Salidas actuales
Salidas del tramo inaugurado de la A66
|        |                                               |
| Salida | Nombre                                        |
|        | A61 Tolosa de Francia, Montpellier, Carcasona |
| 1      | Auterive, Montgiscard, Nailloux               |
| 2      | Auterive, Mazères, Saverdun                   |
| 3      | Pamiers                                       |
| 4      | Tolosa de Lenguadoc par RD, Z.A. du Pic       |

Salidas de la N20 pero con la numeración de salidas de la A66 
|        |                                                         |
| Salida | Nombre                                                  |
| 5      | Belpech, Pamiers(centro) ,                              |
| 6      | Lavelanet, Mirepoix, Pamiers(sur)                       |
| 7      | Carcasona, Mirepoix, Varilhes, Verniolle                |
| 8      | Varilhes                                                |
| 9      | Saint Jean de Verges                                    |
| 10     | Foix(norte), Tarbes, Saint-Girons, Saint Jean de Verges |
| 11     | Foix (sur) Tarbes, Saint-Girons, Montgaillard           |
| 12     | Saint Paul de Jarrat, Lavelanet, Perpiñán, Montgaillard |
| 13     | Montolieu, Prayols                                      |
| 14     | Arignac, Mercus-Garrabet, Amplaing                      |